# Adriana Sumoza Toledo
Adriana Sumoza Toledo (El Espinal, Oaxaca) es una científica mexicana que dirige un grupo de investigación en el Instituto de Investigaciones Médico Biológicas de la Universidad Veracruzana. Inició su producción científica evidenciando características de linfocitos B y T. Trabaja temas de investigación acerca del desarrollo de cáncer y mecanismo de señalización de Ca2+ en leucocitos en particular.

## Trayectoria Académica
Obtuvo el grado de química-fármaco-bióloa en 1996 de la Universidad Veracruzana. Después, estudió la Maestría en Ciencias con especialidad en Biomedicina Molecular, en el Centro de Investigación y de Estudios Avanzados del IPN. Finalmente obtuvo su Doctorado en 2004 en Ciencias con Especialidad en Biomedicina Molecular en el CINVESTAV-IPN.
Realizó tres estancias posdoctorales, en el Departamento de Inmunología del Instituto de Investigaciones Biomédicas, de la Universidad Nacional Autónoma de México en México, en el Nationwide Children’s Hospital del Ohio State University y entre 2007 y 2012 en el Center for Biomedical Research at The Queen’s Medical Center.
Ha sido mentora de alumnaa mexicanas. Participa en el Plan de Desarrollo Académico del Instituto de Investigaciones Médico Biológicas de la Universidad Veracruzana.

## Producción Científica
De acuerdo a AD Scientific Index 2021, su artículo más popular es:  TRPM2: a multifunctional ion channel for calcium signalling A Sumoza‐Toledo, R Penner The Journal of physiology 589 (7), 1515-1525, 20112692011 publicado en 2011 y citado 269 veces.
De acuerdo a PubMed, en 2021 había publicado 14 artículos revisados por pares. Publons menciona 18 artículos, con número total de citas de 578.